# Svinedrengen (film fra 1975)
|  | Denne artikel er oprettet af botten Steenthbot ud fra en ekstern database. Den kan derfor have sproglige fejl eller mangler. Denne skabelon kan fjernes efter kontrol af indholdet. |

 For alternative betydninger, se Svinedrengen. (Se også artikler, som begynder med Svinedrengen)
Svinedrengen er en tjekkoslovakisk animationsfilm fra 1975 instrueret af Gene Deitch.